# XTE J1650-500
Désignations
XTE J1650-500 est un système binaire contenant un trou noir stellaire et une source de rayons X binaires transitoires (en) durant 2000 à 2001 située dans la constellation de l'Autel. En 2008, il a été affirmé que le trou noir avait une masse de 3,8 ± 0,5 masses solaires, ce qui aurait été le plus petit trouvé pour n'importe quel trou noir ; plus petit que GRO J1655-40, le plus petit alors connu (6,3 M☉. Cependant, cette affirmation a été retirée par la suite ; la masse la plus probable est de 5 à 10 masses solaires.
La période binaire du trou noir et de son compagnon est de 0,32 jour.